# Saint-Martin-de-Juillers
Saint-Martin-de-Juillers is een gemeente in het Franse departement Charente-Maritime (regio Nouvelle-Aquitaine) en telt 152 inwoners (2005). De plaats maakt deel uit van het arrondissement Saint-Jean-d'Angély.

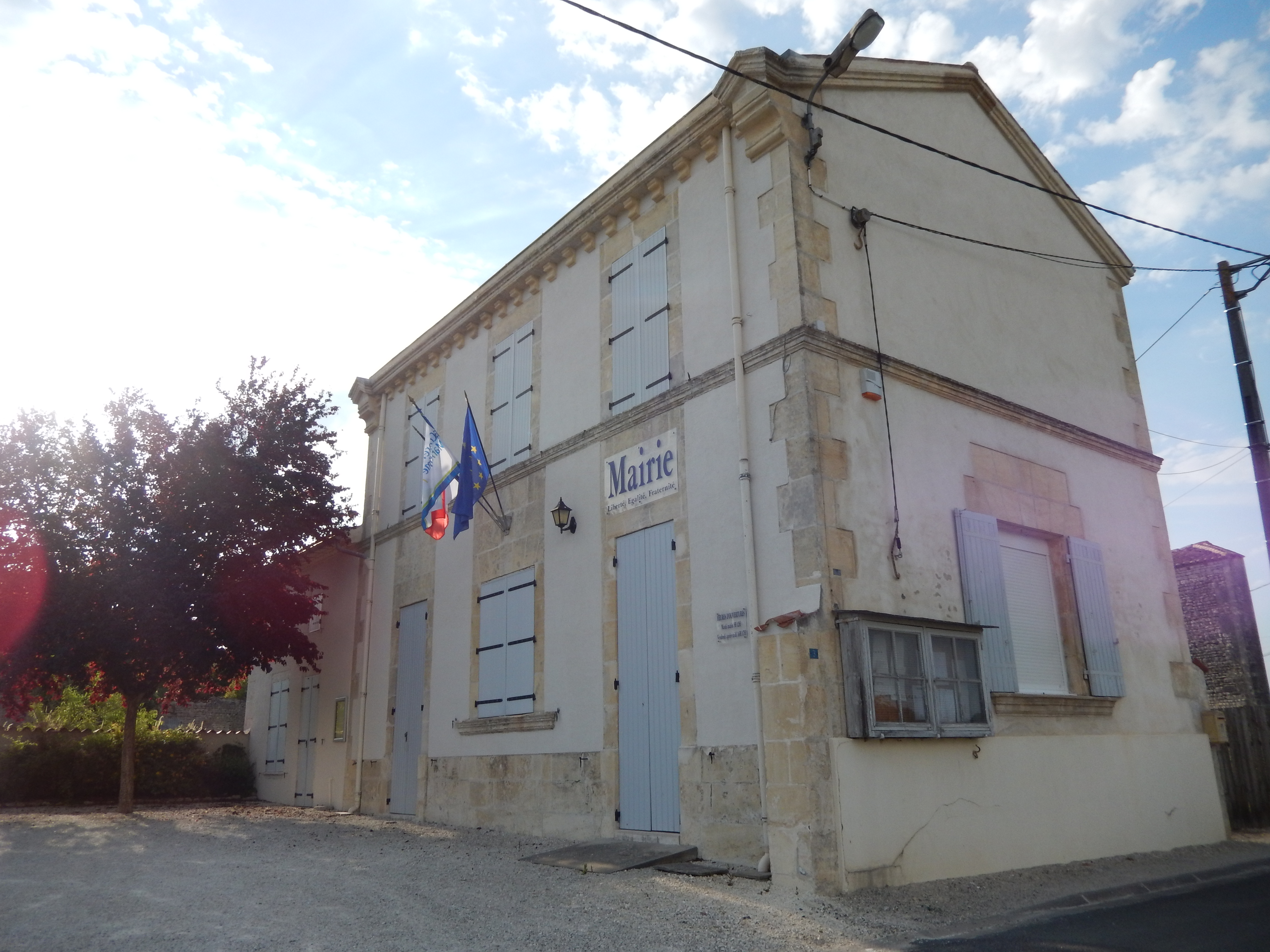
Gemeentehuis
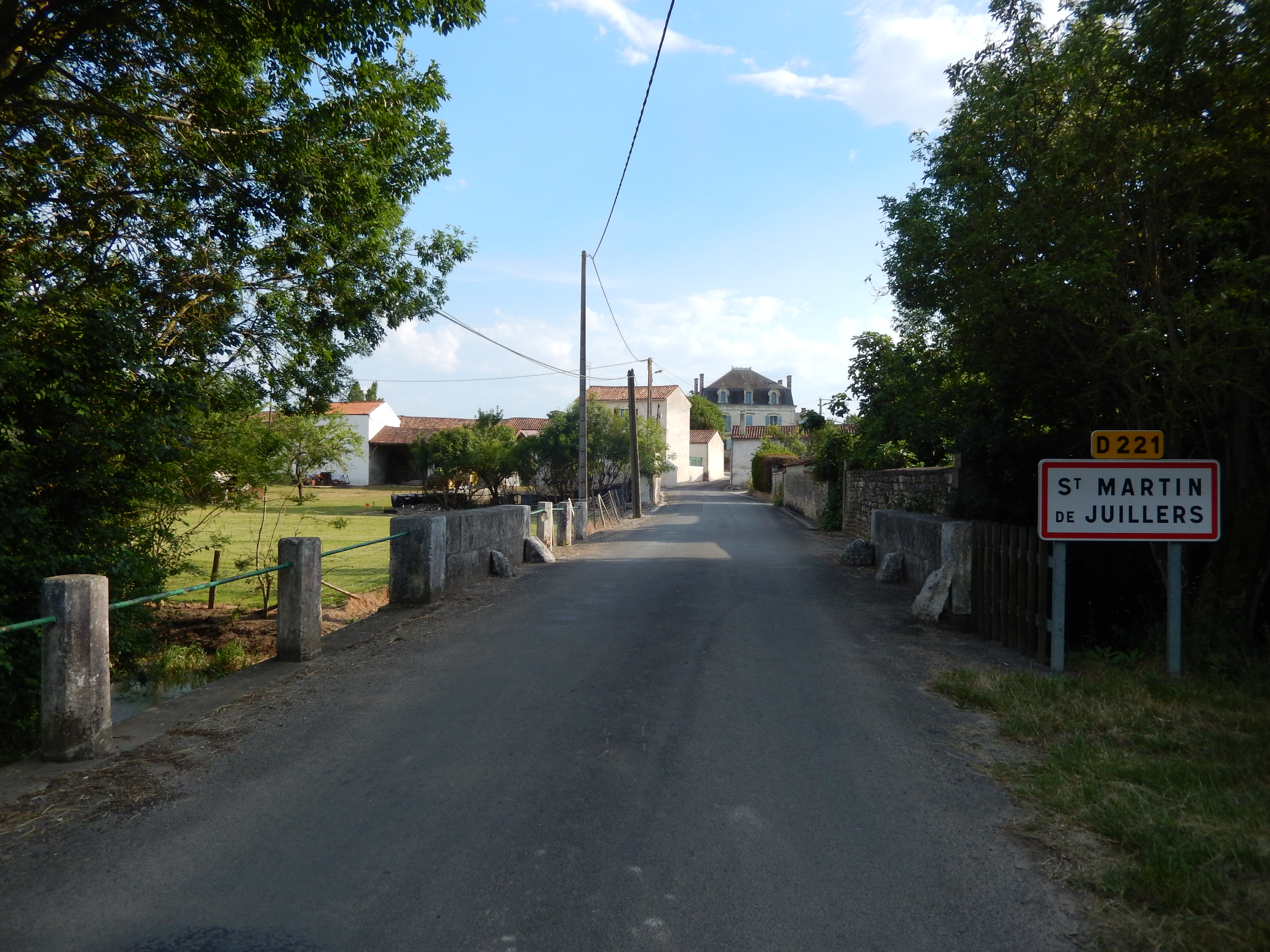

## Geografie
De oppervlakte van Saint-Martin-de-Juillers bedraagt 8,2 km², de bevolkingsdichtheid is 18,5 inwoners per km².
De onderstaande kaart toont de ligging van Saint-Martin-de-Juillers met de belangrijkste infrastructuur en aangrenzende gemeenten.

## Demografie
Onderstaande figuur toont het verloop van het inwonertal (bron: INSEE-tellingen).